# Cazadora (prenda)
La cazadora, también denominada chupa, es una prenda de abrigo de una longitud similar a la de una chaqueta que se confecciona en diversos estilos y materiales. 
El uso de las cazadoras procede de los pilotos británicos de la II Guerra Mundial. Posteriormente fueron adoptadas por la población, siendo actualmente una prenda de uso habitual tanto para hombres como para mujeres. La cazadora es una prenda cómoda y ligera que se cierra al frente generalmente con cremallera y lleva dos bolsillos frontales o laterales.
En función de las modas y los movimientos sociales, se han utilizado diferentes tipos de cazadoras a lo largo del siglo XX:
- En los años 50, se estilaban las cazadoras de cuero negro para la juventud como símbolo de rebeldía. Son clásicas las que llevaron Marlon Brando en Salvaje de 1954 o James Dean en Rebelde sin causa de 1955.
- En los años 60, fue una prenda muy utilizada por las mujeres como complemento de la minifalda.
- En los años 70, la cazadora vaquera se populariza vinculada al movimiento hippie.
- En los años 80, las cazadoras de cuero negro con remaches metálicos fueron adoptadas por el movimiento punk y heavy metal extendiéndose posteriormente al resto de la juventud.[1]
- Actualmente las cazadoras se fabrican en una gran variedad de estilos, habiéndose convertido incluso en una prenda de moda.[2]

## Cazadoras específicas
Como tipos específicos de cazadora se pueden nombrar los siguientes:

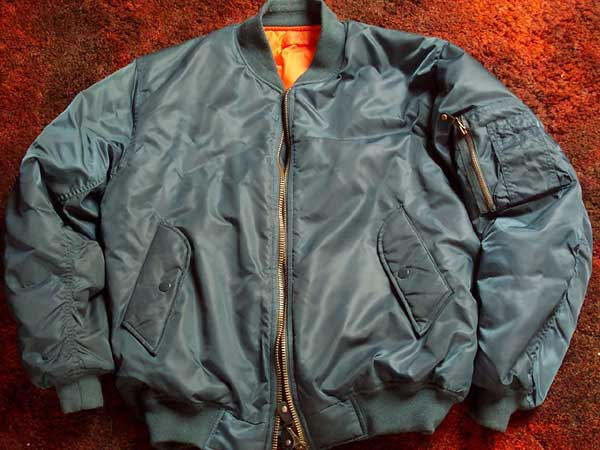
Cazadora bomber.

- La cazadora Harrington. Es un tipo de prenda confeccionada en algodón, poliéster o lana con forro interior tipo tartán o a cuadros. Su primer destino fueron los jugadores de golf de lo que se derivan algunas de las características de su diseño. Tiene dos bolsillos laterales angulados y profundos para introducir las bolas de golf y el hombro no tiene costura dotándola de gran libertad de movimientos. Fue popularizada por Elvis Presley en los años 50 y estuvo vigente en diferentes estilos durante todo el siglo XX utilizándose todavía en la actualidad.[3]
- La cazadora bomber. Es la típica prenda de cuero o nailon utilizada por los aviadores a principios del siglo XX. Posteriormente su uso se extendió al resto de la población llegando hasta nuestros días. Se caracterizan por su cierre de cremallera y sus puños y cintura ajustados por medio de elásticos. Han sido utilizadas por grupos como los skinheads o los scooterboys.[4]

## Historia de la Perfecto de los hermanos Schott
Esta es la historia de la mítica cazadora motera de cuero, llamada Perfecto o biker, en la actualidad es una de las prendas imprescindibles en el mundo de la moda.
En 1913, los hermanos Irving y Jack Schott empezaron a fabricar a mano prendas de cuero en una modesta tienda en el Lower East Side de Nueva York. En 1928, y tras el encargo de un motero, crearon una cazadora que resguardaba del frío y la lluvia, la gran novedad es que por primera vez añadieron una cremallera a una prenda de cuero, lo que supuso un gran acierto para estos fabricantes, así nació la Perfecto, llamada de este modo en honor a su marca de puros cubanos preferidos. Gracias a lo útil que resultó para las pandillas moteras de la época y con la ayuda del distribuidor de Long Island para Harley Davidson, los hermanos Schott consiguieron que su cazadora fuese todo un éxito.
Pero lo que de verdad le dio la fama mundial a esta prenda fue la industria cinematográfica de Hollywood, ya que en el año 1954, un joven Marlon Brando apareció con un ejemplar de esta cazadora en la película "Salvaje", y aún se haría más popular cuando un año más tarde James Dean murió en un accidente de tráfico vistiendo una Perfecto. Esta cazadora se convirtió en un símbolo de rebeldía y protesta, tanto es así que en Estados Unidos se prohibió el uso de esta prenda en muchos colegios.
Hasta 1978, la Perfecto fue una prenda exclusivamente masculina, pero otra vez gracias al cine, y concretamente a la famosa película "Grease", donde su protagonista Olivia Newton John después de una gran transformación al final del film, apareció con una de estas cazadoras; a partir de esta conocida escena, se convirtió también en una prenda de moda para el género femenino, que comenzó a utilizarla con pantalones ajustados e incluso con minifaldas.
En la década de los 60, 70 y 80 fue aumentando la popularidad de la biker, gracias a famosos tan relevantes en aquellos años como Elvis Presley, Bruce Springsteen o The Clash que la incorporaron a su vestuario tanto en sus actuaciones como en su vida cotidiana. En España Loquillo o Mecano harían lo mismo, convirtiéndola también en una imprescindible de la "movida madrileña". Pero si en un lugar fue popular la Perfecto en la década de los 80, fue París, donde los parisinos la vistieron en los clubs de moda y la convirtieron en icono del "all night parties". A finales de esta década los hermanos Schott vendieron solo en Francia más de 30.000 "Perfectos", lo que hizo que muchos diseñadores se fijaran en esta prenda y crearan múltiples variantes de esta cazadora.
A lo largo de sus primeros 90 años la Perfecto sufrió alguna modificación en su diseño pero, se ha perpetuado el estilo que representa y se ha convertido en un objeto de culto y deseo. Ha sido adoptada como indumentaria a lo largo de su historia por movimientos tan importantes como el punk o el heavy metal. Gracias a su seña de identidad propia y a que siempre ha estado ligada al mundo del celuloide, desde "Salvaje" y en las últimas décadas apareciendo en cintas tan importantes como "Terminator" (1984), con Arnold Schwarzenegger e incluso "Indiana Jones" entre otras, han convertido a la Perfecto en una prenda legendaria. Gracias a su gran popularidad, además de la original creada por los hermanos Schott, se pueden encontrarse con facilidad alguna de sus numerosas versiones fabricadas tanto por las marcas low cost o reinventada por los grandes diseñadores actuales.